# Jarmelista (raça bovina)
A raça jarmelista é uma raça de gado bovino, com origens na região do Jarmelo, Guarda, em Portugal. Em 27 de abril de 2006 passou a ser considerada uma raça de interesse municipal.
Obtém-se uma carne tenra, extremamente suculenta e muito saborosa.

## Características morfológicas
A raça jarmelista é caracterizada por ter perfil sub-côncavo, pelagem da cabeça e do corpo mais uniforme, chanfro com pelagem mais clara e interpolada com pêlos escuros, focinho largo, marrafa grande com pêlos compridos e claros, olhos médios a oblíquos sem zona orbital ou com zona orbital clara, orelhas com pêlos compridos e claros, ponta do corno escura, dorso direito, pescoço com pelagem interpolada escura, úbere simétrico e claro com tectos malhados, membros  altos com pelagem mais clara, cauda com pêlos mais escuros e borla clara.

## Solar da Raça Jarmelista
Em 2019, constam do livro genealógico de  adultos: 25 machos e 193 fêmeas em linha pura de 25 criadores.